# كيتا (مالي)
كاتي (بالفرنسية: Kita)‏ هي بلدة في غرب مالي. وتتوضع على المنحد الشرقي لجبل كيتا، المعروف بكهوفه، والرسوم على جدرانها. تعرف المدينة في يومنا هذا، بموسيقاها، ورحلة الحج للروم الكاثوليك، وكمركز للمنطقة المحيطة في زراعة القطن والفول السوداني.